# Worldspan
O Worldspan é uma empresa norte-americana, com sede em Atlanta, Geórgia, especializada em softwares relacionados com o turismo. O seu principal serviço é o sistema de reservas por computador, também conhecido por Global Distribution System, GDS,  (Sistema Global de Distribuição). O Worldspan faz também a gestão do sistema de reservas Deltamatic, utilizado pela companhia aérea Delta Air Lines. É membro da SITA e da IATA (com o código 1P).
O Worldspan foi criado em 7 de fevereiro de 1990, pela Delta Air Lines, Northwest Airlines, e Trans World Airlines, com o objectivo de prestar serviços de GDS às agências de viagens, e de competir, comercialmente, com os sistemas de reservas do Sabre e do Apollo, respectivamente da United Airlines e American Airlines.
Em meados de 2003, o Worldspan foi comprado pelo Citigroup Venture Capital e pelo Ontario Teachers' Pension Fund.
Em dezembro de 2006, foi iniciado o processo de aquisição do Worldspan pela Travelport, empresa que já tinha adquirido o Galileo. O processo foi concluído em 21 de agosto de 2007.